# Krzysztof Kapis
Krzysztof Kapis – polski prawnik, urzędnik państwowy i przedsiębiorca, w latach 2003–2006 prezes Urzędu Lotnictwa Cywilnego, w 2006 prezes zarządu Polskich Linii Lotniczych LOT, a w latach 2013–2015 prezes Polskiej Agencji Żeglugi Powietrznej.

## Życiorys
Absolwent Wydziału Prawa i Administracji Uniwersytetu Warszawskiego, ze specjalizacją w zakresie międzynarodowego prawa cywilnego. 
W latach 1975–2001 pracował w Polskich Liniach Lotniczych LOT zajmując m.in. stanowiska dyrektora Pionu Marketingu i Produktu oraz dyrektora Handlowego. W latach 90. był dyrektorem przedstawicielstw PLL LOT w Niemczech i w Szwecji. W 2003 powołany na prezesa Urzędu Lotnictwa Cywilnego. Pełniąc tę funkcję uczestniczył w pracach m.in. Komitetu Koordynacyjnego Europejskiej Konferencji Lotnictwa Cywilnego, Rady Zarządzającej Europejskiej Rady Bezpieczeństwa Lotniczego i Rady Tymczasowej Europejskiej Agencji Bezpieczeństwa Żeglugi Powietrznej (Eurocontrol). Był przedstawicielem Polski w Zgromadzeniu Ogólnym Organizacji Międzynarodowego Lotnictwa Cywilnego.
W marcu 2006 powołany na prezesa zarządu Polskich Linii Lotniczych LOT, odwołany w listopadzie tego samego roku.
W latach 2010–2013 Dyrektor Departamentu Lotnictwa w Ministerstwie Transportu, Budownictwa i Gospodarki Morskiej.
W lipcu 2013 powołany na prezesa Polskiej Agencji Żeglugi Powietrznej, funkcję tę pełnił do lutego 2015.
Od 2015 prowadzi działalność gospodarczą w zakresie doradztwa.
W kwietniu 2017 zeznawał przed sejmową Komisją Śledczą ds. Amber Gold.